# Gabarrones de San Sebastián
Los gabarrones de San Sebastián (España)  son estructuras flotantes de recreo que el Ayuntamiento de San Sebastián despliega  en la Bahía de La Concha entre mediados de junio y septiembre.

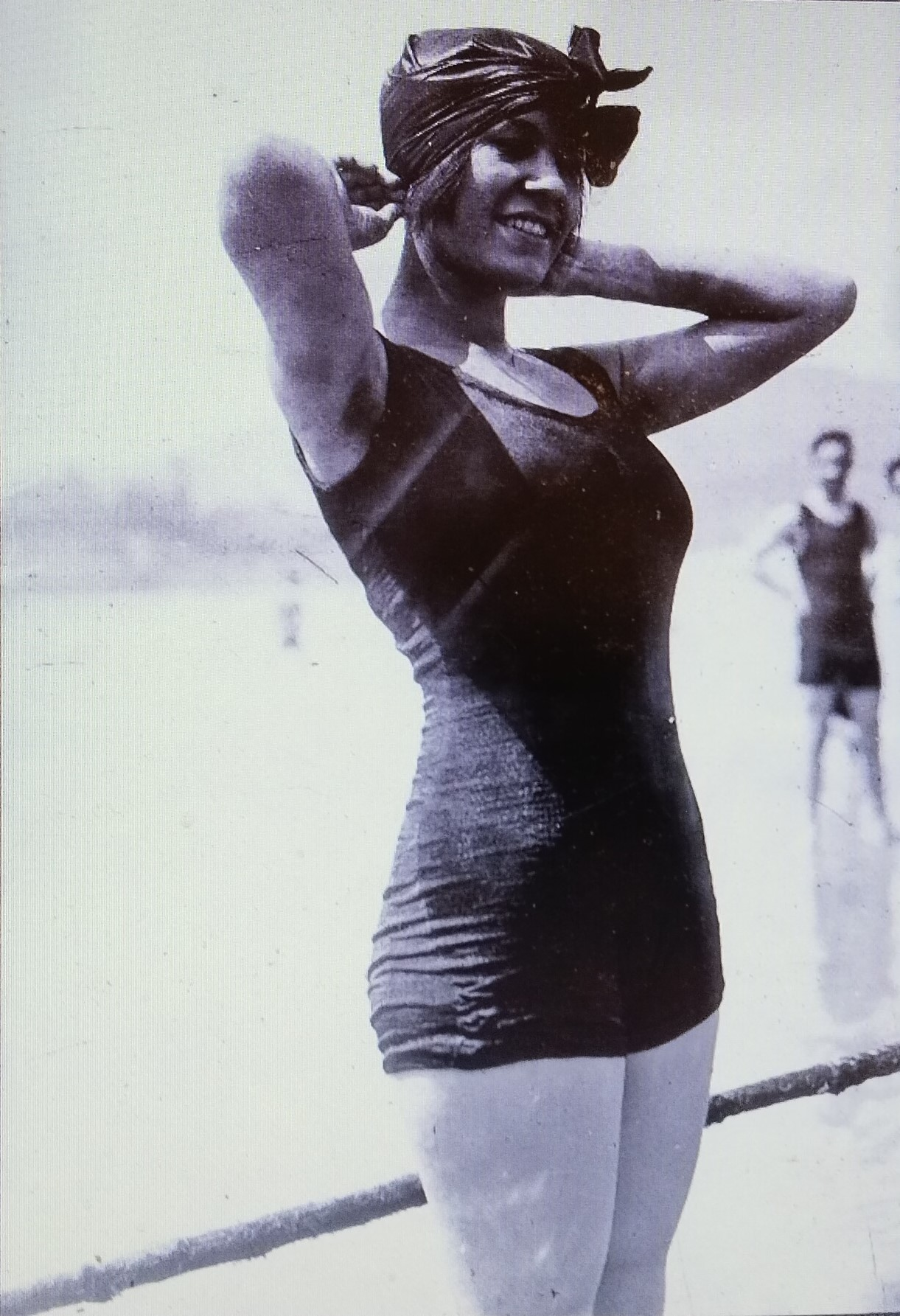
Bañista en San Sebastián en 1919

Están fabricadas   de plástico y hasta los años 70  eran  de madera y metal.
El primer gabarrón lo instaló el Real Club Náutico de San Sebastián y perduró entre  1896 y 1905. A partir de 1928 fue el Ayuntamiento de San Sebastián el encargado de su instalación y mantenimiento.   

## Descripción
El recién creado Club Náutico de San Sebastián (1896) colocó un enorme gabarrón frente a la playa de la Concha en una de sus primeras actividades.
En 1928 el Ayuntamiento de la ciudad se hizo cargo de los gabarrones.
Los primeros gabarrones  fueron de madera (18 metros de largo por 6 de ancho) y tenían hasta un castillo. Además de los clásicos trampolines, disponían de anillas y un trapecio. 
Su uso era exclusivo para mujeres y su finalidad terapéutica, ya que en aquel momento estaban de moda los tratamientos médicos relacionados con el mar.
A partir de los años setenta  los gabarrones  son estructuras de recreo hechas de plástico  Sus piezas se ensamblan en el puerto y se trasladan ya montados a su lugar usando una lancha. Se suelen montar cuatro  anclados en puntos fijos fondeados con bloques de cemento.
Se sitúan a una distancia media de 200 metros desde la playa y gracias a la protección contra el oleaje que ofrece la isla de Santa Clara es lo que posibilita la existencia de los gabarrones en San Sebastián.
Hubo un gabarrón promovido por un particular, Paco Yoldi, que lo instaló frente a la playa de Ondarreta.

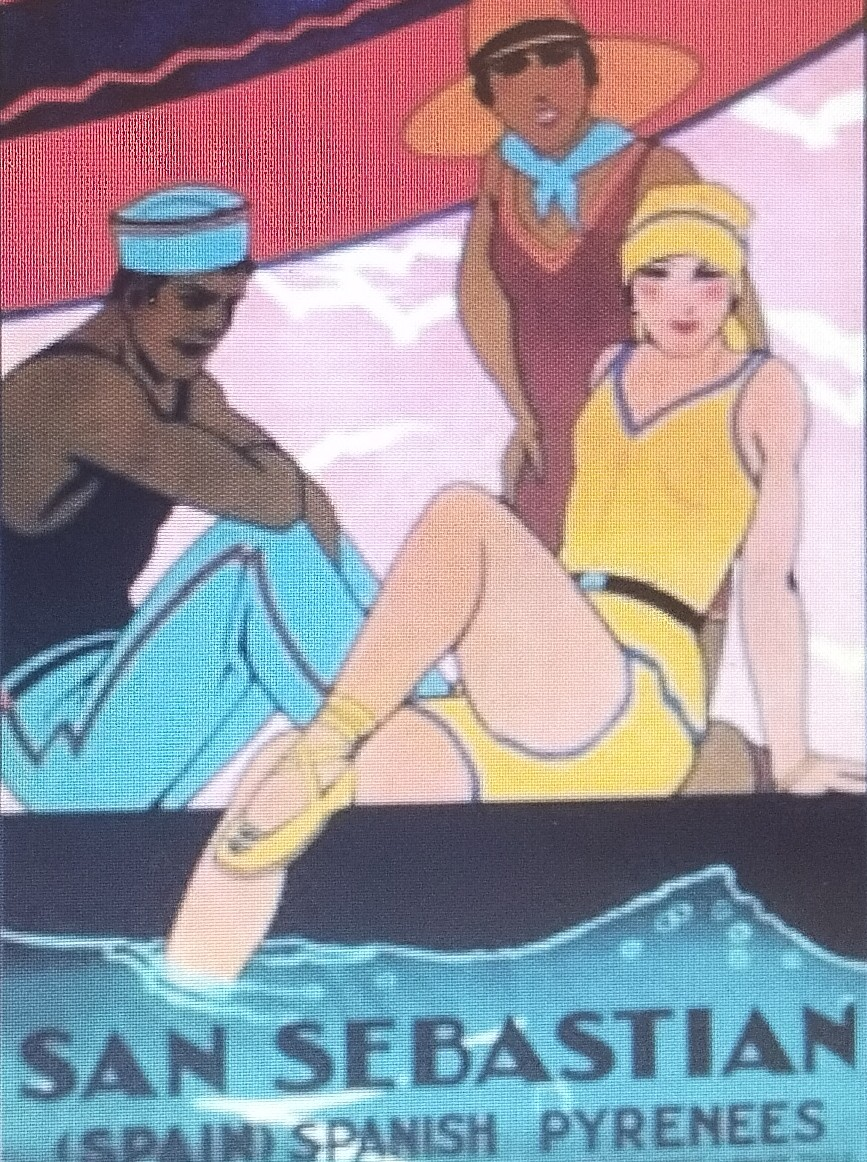
Cartel de San Sebastián de 1929

## Francisco Yoldi (1909 - 1985)
Francisco Yoldi fue un  nadador y entrenador navarro que construyó en los años 40 una plataforma que instaló frente a la playa de Ondarreta.
Tenía una piscina central que llegó a estar dividida en calles.
Un bote llevaba y traía a la gente desde la playa.
En ésta piscina flotante aprendieron a nadar generaciones de donostiarras, hasta que a mediados de los año 70, las mareas vivas de septiembre estrellaron la balsa contra el Pico del Loro.
San Sebastián decidió dar su nombre a las piscinas municipales de Anoeta.